# Bataille de Prokhorovka
Seconde Guerre mondiale
La bataille de Prokhorovka livrée le 12 juillet 1943 oppose la Wehrmacht et l'Armée Rouge sur le Front de l'Est durant la Seconde Guerre mondiale, pendant la dernière phase de la bataille de Koursk (qui est appelée opération Citadelle par les Allemands). Sur le côté sud du saillant formé par le front autour de la ville de Koursk, l'offensive du IIe corps blindé de la Waffen SS est arrêtée devant Prokhorovka par de puissantes contre-attaques russes menées principalement par la  5e Armée blindée de la Garde.
Mal planifiée, lancée à partir de positions mal préparées et mal conduite, l'attaque soviétiques est extrêmement coûteuse en hommes et en matériel mais elle arrête temporairement la progression allemande. Le même jour, l'Armée rouge contre-attaque également dans d'autres secteurs du sud du saillant mais surtout, elle lance une grande offensive vers Orel au nord du saillant (c'est l'Opération Koutouzov). Dans les jours qui suivent, l'évolution de la situation sur le front de l'Est, ainsi que l'annonce du débarquement allié en Sicile, contraindront Hitler à mettre fin à l'opération Citadelle.
Si l'échec de l'opération Citadelle constitue un réel tournant dans la guerre à l'Est, l'importance de la bataille de Prokhorovka doit être relativisée. Longtemps qualifiée - à tort - de plus grande bataille de chars de la Seconde Guerre mondiale, elle n'est pas non plus la victoire absolue décrite par la propagande soviétique. En fait, ce jour-là, ni les Allemands ni les Russes n'atteignent leurs objectifs respectifs (percée pour les Allemands, destruction du corps blindé SS pour les Soviétiques) et les pertes soviétiques sont si lourdes que Staline envisage initialement de relever de son commandement le général Rotmistrov - qui commande la 5e Armée blindée de la Garde. Cependant, le but de l'Opération Citadelle était d'encercler puis d'anéantir les forces massées dans le saillant de Koursk et la bataille de Prokhorovka contribue à son échec.
La bataille a acquis très tôt une forte importance symbolique, tout d'abord du fait de la participation des unités blindées de la Waffen SS, puis à cause du bilan extravagant revendiqué par les Soviétiques. Les historiens - tant soviétiques qu'occidentaux - n'ont commencé à réévaluer ces chiffres qu'à partir de la fin des années 1980, en s'appuyant notamment sur l'exploitation des archives des unités ayant pris part au combat. Cette remise en cause tardive du récit national s'est cependant heurtée à de fortes résistances en Russie.
Par ailleurs, il n'y a pas d'unanimité entre les historiens sur le périmètre géographique de la bataille qui, pour certains auteurs, se déroule dans un couloir de quelques kilomètres de large seulement situé au sud de la rivière Psel tandis que d'autres la situent sur une zone plus étendue. Ils ne s'accordent pas non plus sur sa durée, certains d'entre eux considérant qu'elle dure plusieurs jours et non pas la seule journée du 12 juillet. Ces différences de point de vue ne facilitent pas son analyse mais, dans tous les cas la journée du 12 juillet en constitue le moment décisif.
Aujourd'hui Prokhorovka est l'un des trois grands sites officiels des batailles historiques de la Russie (les deux autres sont Koulikovo et Borodino).

## Synopsis

L'offensive de Koursk - juillet 1943

Depuis mars 1943, avec la période de la fonte des neiges qui interdit tout mouvement aux formations combattantes, le front de l'est s'est stabilisé en prenant le forme d'un saillant autour de la ville de Koursk. L'Allemagne ne possède déjà plus de ressources suffisantes pour mener de grandes offensives comme en 1941 et 1942 mais, malgré les réticences d'une partie du haut-commandement allemand, Hitler décide de réduire ce saillant. Staline, écoutant les conseils de son état-major, décide de laisser d'abord les forces allemandes s'épuiser sur les défenses soviétiques avant de lancer les grandes offensives d'été de l'Armée rouge vers le nord puis le sud du saillant.
L'offensive allemande - qui débute le 5 juillet 1943 - se décompose en deux attaques en tenaille. Au nord, la 9e armée du général (Generaloberst) Model, qui dépend du Groupe d'armées Centre commandé par le maréchal (Generalfeldmarschall) von Kluge ne parvient pas à percer les défenses soviétiques et ne progresse plus à partir du 8 juillet.
Par contre, sur le versant sud du saillant, dans le secteur du groupe d'armées Sud commandé par le maréchal von Manstein, la 4e armée blindée (4. Panzerarmee) du général Hoth, appuyée sur sa droite par le Détachement d'armée Kempf parvient à pénétrer les défenses soviétiques du front de Voronej, commandé par le général Vatoutine. Les réserves du Front étant épuisées, la Stavka (structure de commandement suprême soviétique) met alors en mouvement sa réserve stratégique, qui ne devait initialement intervenir qu'après la fin de l'offensive allemande.
Après une marche forcée de près de 350 km en trois jours, la 5e armée blindée de la Garde du général Rotmistrov se met en place à l'ouest de la gare de Prokhorovka le 11 juillet et affronte pendant toute la journée du 12 le IIe corps blindé de la Waffen SS du général (SS-Obergruppenführer und General der Waffen-SS) Paul Hausser. Rotmitstrov dispose de forces suffisantes pour attendre l'offensive allemande de pied ferme mais, mis sous pression par ses chefs et par Staline lui-même, il devance la reprise de l'assaut allemand et lance ses forces sans la préparation nécessaire (coordination entre unités, plan d'appui d'artillerie, coordination avec l'aviation) à partir de positions de départ improvisées. La bataille prend alors l'allure d'une série de combats de rencontre tandis que la Luftwaffe, qui parvient ce jour là à conserver la maîtrise locale du ciel, appuie efficacement les SS. Le déferlement des forces soviétiques arrête la progression ennemie mais au prix de très lourdes pertes. Les Allemands restent maîtres du terrain mais leur offensive est arrêtée - du moins temporairement -  ce qui, pour les Soviétiques, constitue un succès.
Dans les jours qui suivent la bataille, les forces allemandes consolident leurs positions mais à la suite de l'arrêt de l'offensive décidé par Hitler et aux contre attaques soviétiques sur l'ensemble du front, elles doivent finalement abandonner la totalité du terrain conquis et se replier sur leurs positions de départ.

## Remarques préliminaires

### L'identification des lieux
À l'époque du conflit, Prokhorovka est seulement le nom d'une gare ferroviaire implantée sur la ligne Koursk-Belgorod. La gare porte le nom de l'ingénieur responsable de sa construction : VI Prokhorov. L'agglomération près de laquelle elle se situe, Alexandrovskii, sera rebaptisée en septembre 1968 et prendra elle aussi le nom de Prokhorovka à cette date.
Par ailleurs, à cette époque, Prokhorovka est également le nom d'une petite agglomération située au sud-ouest de la cote 226.6 le long de la rivière Psel (voir carte). Sur une carte moderne (Google Maps), l'agglomération est identifiée comme Yudinka.

### L'identification des unités
Dans la Wehrmacht, les corps d'armée sont numérotés en chiffres romains suivis d'un point. Par exemple, pour le 48e corps blindé, on écrit XXXXVIII. Panzer-Korps (souvent abrégé en XLVIIIe Panzer-Korps dans la littérature d'après-guerre, forme qui est reprise dans cet article). Par ailleurs, comme l'armée soviétique, l'armée allemande comporte des armées blindées et des corps blindés -  avec comme conséquence l'attribution fréquente du même numéro à deux formations différentes – par exemple la 4e armée blindée (4. Panzerarmee) et la 4e armée.
Dans l'Armée rouge, le terme de Front (avec une majuscule) correspond à un groupe d'armées dans la Wehrmacht et les corps d'armée sont comparables par la taille aux divisions allemandes. Par ailleurs, dans l'armée soviétique, (comme dans l'armée russe contemporaine) le titre honorifique de la Garde est attribué à des formations (régiment, corps, division ou armée) qui se sont distinguées au combat,. Comme chez les Allemands, plusieurs unités peuvent porter le même numéro. Ainsi, pendant la bataille, le corps blindé SS affronte la 5e armée blindée de la Garde à l'est et la 5e armée de la Garde au nord mais il existe également une 5e armée qui sera engagée pendant la seconde bataille de Smolensk en août ! De même, la division Das Reich est opposée au 2e corps blindé et au 2e corps blindé de la Garde qui sont déployés côte à côte.

### L'implication du haut commandement dans la bataille
Staline et Hitler supervisent très directement - et très étroitement - l'action de leurs forces armées. Depuis l'échec de l'offensive sur Moscou en décembre 1941, Hitler assure personnellement le commandement de l'armée de terre (Oberkommando des Heeres ou OKH) en sus de celui de l'ensemble des forces armées (Oberkommando der Wehrmacht ou OKW). Quant à Staline, il dirige personnellement les deux organismes responsables de l'effort de guerre : le Comité de défense de l'État (GKO) qui supervise l'effort global et la Stavka, le comité restreint qui assure la conduite quotidienne des opérations De plus, en 1943, la Stavka détache régulièrement auprès des commandants de Fronts des représentants en mission comme les maréchaux Joukov, adjoint de Staline et commandant en second pendant cette période et Vassilievski, le chef d'état-major général de l'Armée rouge. Ces derniers s'impliquent très directement dans la conduite des opérations, coordonnent l'action des Fronts et rapportent quotidiennement à Staline, par téléphone ou par télégraphe. Staline lui-même appelle directement les commandants de Fronts - ou même d'armées - lorsqu'il en ressent le besoin,. Hitler, lui, appelle rarement les commandants de groupe d'armées et jamais les commandants d'armée. Contrairement à Staline, il n'intervient pas du tout dans la bataille de Prokhorovka qui est une initiative locale soviétique (et une demi-surprise pour le commandement allemand).

### Les chiffres publiés
Les chiffres publiés par les différents auteurs (effectifs, nombre de chars disponibles, nombre de chars engagés, nombre de chars détruits, pertes humaines etc.) varient parfois considérablement, et ce pour de nombreuses raisons : retards ou erreurs - parfois volontaires - dans les comptes rendus, archives perdues, inexploitées ou tout simplement inaccessibles en URSS pendant la période soviétique (voir ci-dessous). Par ailleurs, le camp qui reste maître du terrain peut remettre en état une grande partie de ses chars "détruits" (en fait touchés et parfois simplement endommagés) ce qui fausse les bilans. Enfin, comme déjà mentionné, les auteurs ne sont pas tous d'accord sur la durée de la bataille ni même sur la zone géographique concernée et les chiffres présentés ne sont de ce fait pas toujours comparables.
La plupart des chiffres cités dans cet article proviennent de publications récentes mais sont donc surtout à considérer pour leur valeur indicative et pour les ordres de grandeur qu'ils illustrent.

## Les forces terrestres en présence

### Allemagne

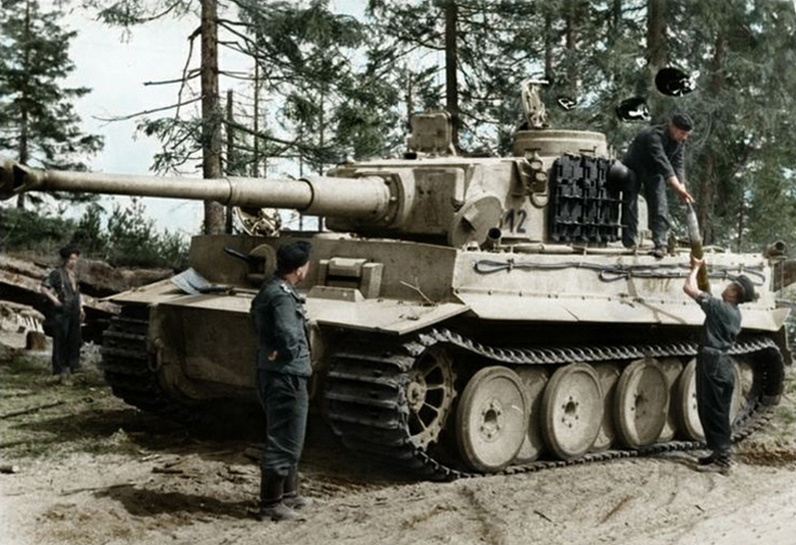
Panzer VI (Tiger I) sur le front Est

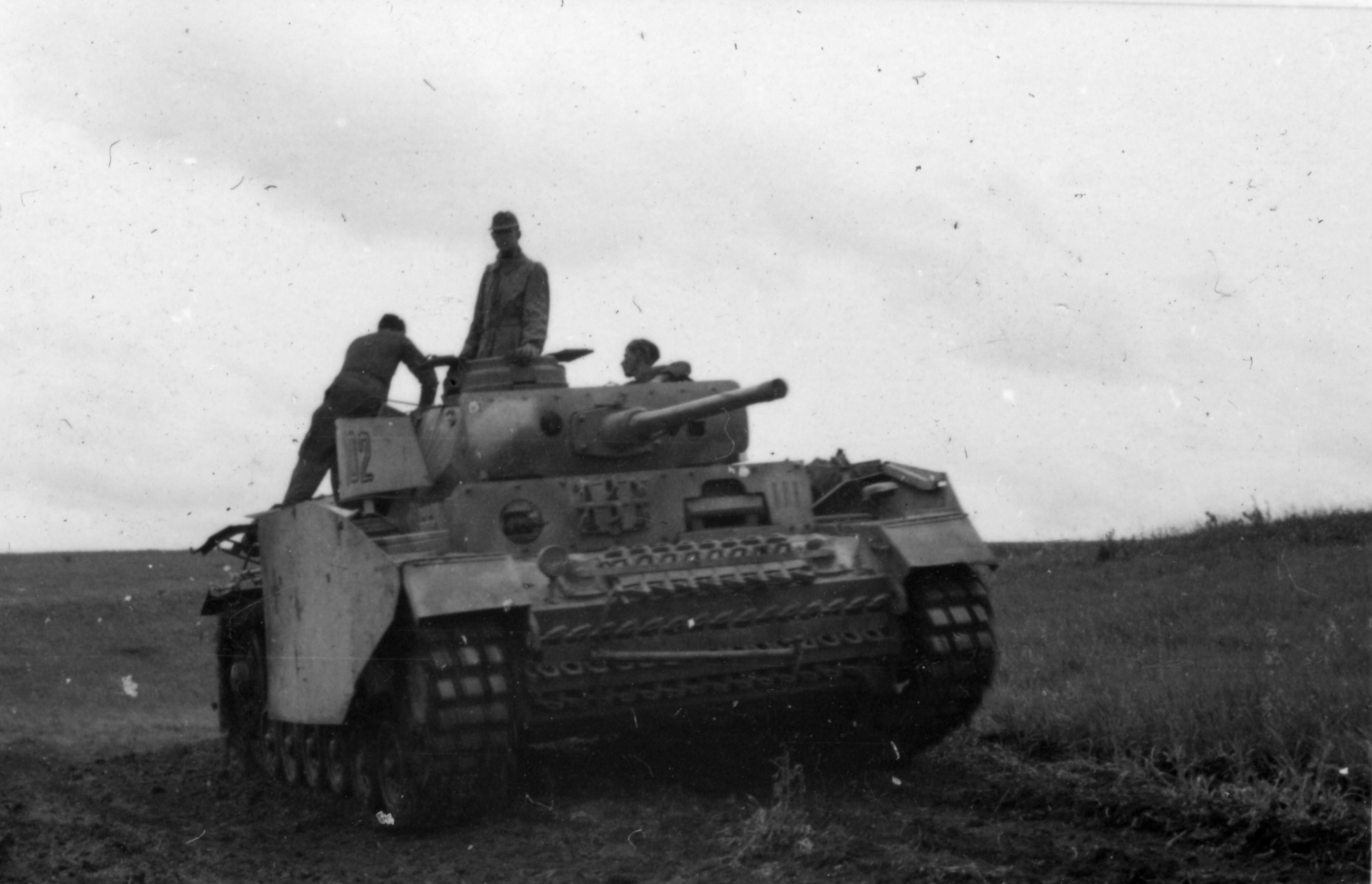
Panzer III des Waffen-SS

Sur les six corps d'armée que comptent la 4e armée Panzer et le détachement d'armée Kempf, seulement cinq prennent part à l'offensive. Parmi ces derniers, trois corps blindés en constituent les piliers : du nord-ouest au sud-est, la 4e armée blindée aligne le XLVIIIe corps blindé et le corps blindé de la Waffen SS puis vient le détachement d'armées Kempf avec le IIIe corps blindé. Le groupe d'armées Sud a pour unique réserve le XXIVe corps blindé qui comprend deux divisions blindées (17e et 23e Panzer) et la division de Panzergrenadiers SS Wiking. Cette réserve ne peut toutefois pas être engagée sans l'accord d'Hitler.
Le IIe corps blindé SS qui combat à Prokhorovka est composé des trois divisions  Leibstandarte SS Adolf Hitler (LSSAH), Das Reich (SS-DR) et Totenkopf (SS-T). Ce sont des unités de choc, politiquement motivées et régulièrement engagées dans les combats les plus durs, avec souvent des pertes très lourdes,.
Officiellement, lors de la bataille de Koursk, elles portent encore l'appellation de divisions de Panzergrenadiers, mais en fait ce sont des divisions blindées même si elles ne seront redésignées ainsi qu'à l'automne. Elles sont de surcroît renforcées car elles possèdent chacune une compagnie de chars lourds Tigre. Par contre, au moment de l'offensive, la Leibstandarte et la Das Reich ont chacune renvoyé l'un de leurs deux bataillons de chars en Allemagne pour y être rééquipé avec le nouveau char Panther - qui ne participe donc pas à la bataille de Prokhorovka. Elles comportent également chacune un bataillon de 35 canons d'assaut Sturmgeschütz III (Stug) et un bataillon de chasseurs de chars Marder II, qui joueront un rôle important pour arrêter les blindés soviétiques. Enfin, la Das Reich compte également une vingtaine de chars soviétiques T-34 récupérés dans leur usine lors de la Troisième bataille de Kharkov.
IIe corps blindé SS
| Au début de l'offensive (5 juillet) | Au début de l'offensive (5 juillet) | Au début de l'offensive (5 juillet) | Au début de l'offensive (5 juillet) | Au début de l'offensive (5 juillet) | Au début de l'offensive (5 juillet) | Au début de l'offensive (5 juillet) | Au début de l'offensive (5 juillet) | Formation         | Au soir du 11 juillet | Au soir du 11 juillet | Au soir du 11 juillet | Au soir du 11 juillet | Au soir du 11 juillet | Au soir du 11 juillet | Au soir du 11 juillet | Au soir du 11 juillet |
| Chars lourds                        | Chars moyens                        | Chars moyens                        | Chars moyens                        | Chars moyens                        | Canons d'assaut                     | Chasseurs de chars                  | Total                               | IIe SS-PzK        | Chars lourds          | Chars moyens          | Chars moyens          | Chars moyens          | Chars moyens          | Canons d'assaut       | Chasseurs de chars    | Total                 |
| Tigre                               | Panzer III                          | Panzer IV                           | PzBef                               | T-34                                | StuG III                            | Marder II                           |                                     |                   | Tigre                 | Panzer III            | Panzer IV             | PzBef                 | T-34                  | StuG III              | Marder II             |                       |
| 12                                  | 11                                  | 79                                  | 9                                   |                                     | 34                                  | 20                                  | 165                                 | Leibstandarte     | 4                     | 5                     | 47                    | 7                     |                       | 10                    | 16                    | 89                    |
| 12                                  | 47                                  | 30                                  | 8                                   | 18                                  | 33                                  | 10                                  | 158                                 | Das Reich         | 1                     | 34                    | 18                    | 7                     | 8                     | 27                    | 12                    | 107                   |
| 11                                  | 59                                  | 47                                  | 8                                   |                                     | 28                                  | 11                                  | 164                                 | Totenkopf         | 10                    | 54                    | 30                    | 7                     |                       | 21                    | 11                    | 133                   |
| 35                                  | 117                                 | 156                                 | 25                                  | 18                                  | 95                                  | 41                                  | 487                                 | Total             | 15                    | 93                    | 95                    | 21                    | 8                     | 58                    | 39                    | 329                   |
| 7%                                  | 24%                                 | 32%                                 | 5%                                  | 4%                                  | 20%                                 | 8%                                  | 100%                                | pourcent du total | 5%                    | 28%                   | 29%                   | 6%                    | 2%                    | 18%                   | 12%                   | 100%                  |

Le char Tigre ne représente qu'une très faible contingent au sein du corps dont l'essentiel de la masse de manœuvre est constitué de Panzer IV et de Panzer III. Ce dernier, qui même dans ses dernières versions est surclassé par le T-34, constitue environ le quart de l'effectif total engagé.
Dès le début de l'offensive, le régiment 315 de la 167e division d'infanterie (qui appartient au XLVIIIe corps blindé) est affecté à la couverture ouest du corps blindé SS. Le 7 juillet, c'est la division entière qui lui est transférée afin cette fois de protéger son flanc droit, ce qui libère la division Totenkopf et lui permet de basculer sur le côté gauche du dispositif,.
Le 12 juillet, la majorité de la Totenkopf est déployée au nord de la rivière Psel et elle affronte des forces appartenant à la 5e Armée de la Garde et à la 5e Armée blindée de la Garde).

### URSS
La partie sud du saillant est défendue par le Front de Voronej, commandé par le général Vatoutine. Ses forces sont réparties sur trois lignes de défense en profondeur et il dispose de ses propres unités de réserve opérationnelle mais, sur ses arrières, une importante réserve stratégique a été constituée : c'est le Front de la steppe, commandé par le général Koniev. Il comprend pas moins de six armées : 27e, 47e et 53e armées, 4e et 5e armées de la Garde, et la plus importante : la 5e armée blindée de la Garde, commandée par le général Rotmistrov.
La création des armées blindées, décidée en mars 1942, est la réponse soviétique aux corps blindés allemands. Les succès mitigés rencontrés au combat entrainent une refonte du concept en janvier 1943. L'Union soviétique créera ainsi cinq armées blindées d'un nouveau type en 1943 (et une sixième en 1944). Elles sont principalement destinées non pas à la rupture du front mais à son exploitation.
En juillet 1943, la 5e armée blindée de la Garde est composée de trois corps d'armée : deux corps blindés (18e et 29e) qui comprennent chacun trois brigades blindées et une brigade mécanisée et un corps mécanisé (le 5e de la Garde) composé de trois brigades mécanisées et une brigade blindée,. Le 11 juillet, alors qu'elle est déjà en place à Prokhorovka, elle reçoit le renfort du 2e corps blindé de la Garde et du 2e corps blindé. L'effort principal est fourni par le 29e corps blindé, le 18e corps blindé et le 2e corps blindé de la Garde. Le 2e corps blindé - très affaibli par ses engagements précédents - est également engagé mais sa contribution est plus modeste. Le 5e corps mécanisé de la Garde est gardé en réserve pendant la plus grande partie de la journée.

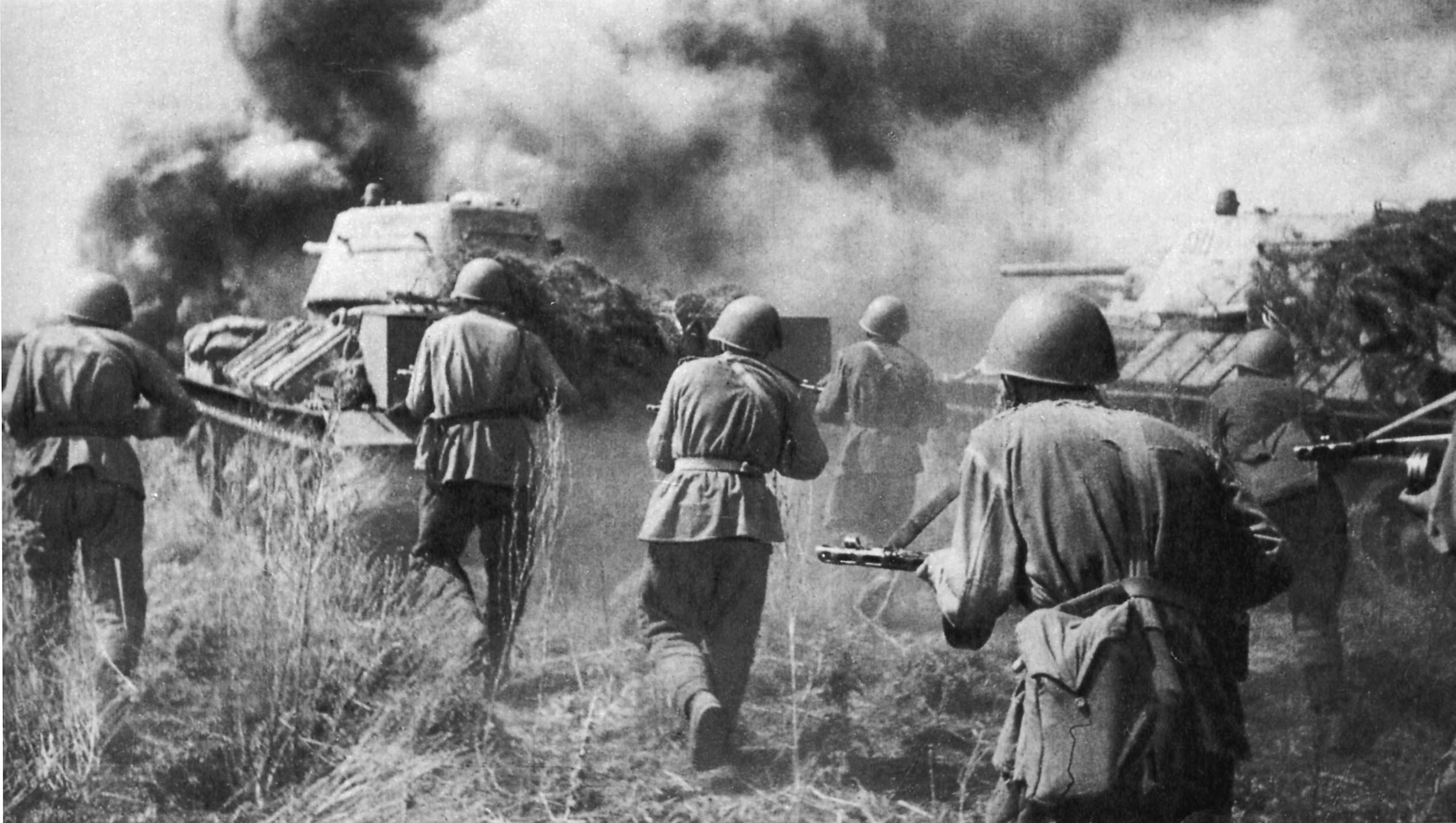
Troupes soviétiques et chars T-34 sur le front Voronezh en juillet 1943

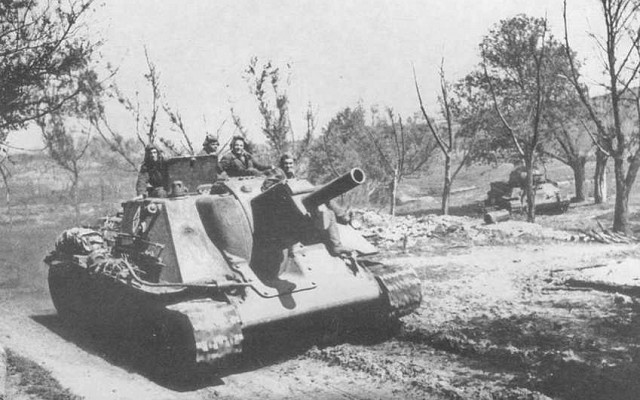
SU-122 vers 1943

Les unités soviétiques sont surtout équipées de chars moyens T-34, mais aussi de chars légers T-70 et de quelques chars Churchill britanniques obtenus en prêt-bail. Elles disposent également de canons automoteurs de type SU-122 et SU-76 et d'un petit nombre de chars lourds KV-1.
| 5e armée blindée de la Garde - 12 juillet |      |      |           |                   |                  |       |
| Formation                                 | T-34 | T-70 | Churchill | Automoteur 122 mm | Automoteur 76 mm | Total |
| 29e corps blindé                          | 126  | 81   |           | 11                | 10               | 228   |
| 18e corps blindé                          | 75   | 58   | 18        |                   |                  | 151   |
| 2e corps blindé de la Garde               | 86   | 52   | 3         |                   |                  | 141   |
| 2e corps blindé                           | 34   | 22   | 3         |                   |                  | 59    |
| 5e corps mécanisé de la Garde             | 114  | 44   | 0         | 7                 | 4                | 169   |
| Autres unités attachées à l'Armée         | 45   | 12   | 0         | 0                 | 0                | 57    |
| Total général                             | 480  | 269  | 24        | 18                | 14               | 805   |
| pourcent du total                         | 60%  | 33%  | 3%        | 2%                | 2%               | 100%  |

## Les forces aériennes en présence

### La Luftwaffe

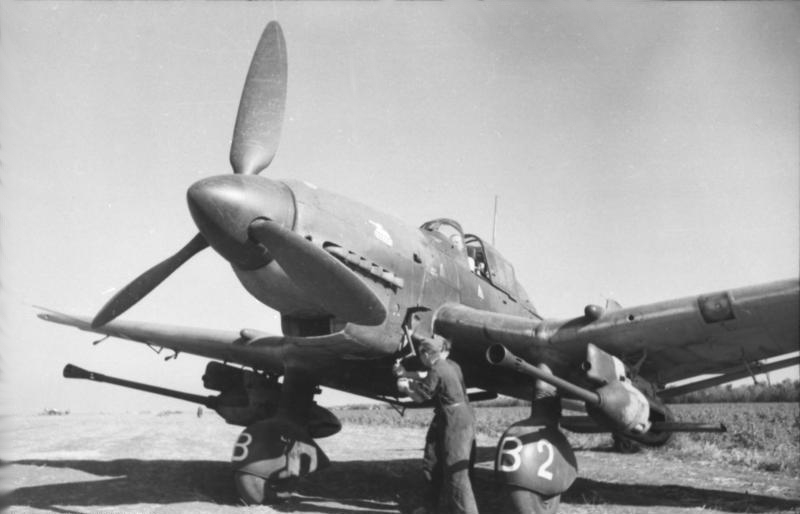
Sturzkampfbomber Junkers Ju 87 G armé de deux canons BK 37

L'appui aérien des forces allemandes engagées est assuré par le VIIIe corps aérien (VIIIe Fliegerkorps) de la Luftwaffe, commandé par le général Hans Seidemann. Le VIIIe Fliegerkorp fait lui-même partie de la 4e flotte aérienne (Luftflotte 4), commandée par le général Otto Deßloch. Au cours des combats précédant la bataille de Prokhorovka, la Luftwaffe - par manque de ressources - a du mal à soutenir simultanément les trois corps qui progressent en parallèle, l'effort aérien étant surtout concentré alternativement sur le XLVIIIe corps Panzer et le IIe corps blindé SS, au détriment du IIIe corps blindé. De plus, à cause du manque de résultats de la 9e armée (Model) au nord du saillant, le 7 juillet, deux groupes de chasse, trois groupes d'attaque au sol et deux groupes de bombardement du VIIIe Fliegerkorps sont transférés à la Luftflotte 6, soit une réduction d'effectifs de 40% pour les chasseurs, 50% pour les avions d'attaque au sol et 20% pour les bombardiers.
| VIII FliegerKorps - Bataille de Koursk - juillet 1943 |                               |                                     |          |
| Mission                                               | Modèles                       | unités                              | Quantité |
| Chasse                                                | Me 109                        | JG 52, JG 3                         | 196      |
| Attaque au sol                                        | Ju 87, FW 190, Hs 123, Hs 129 | StG 2, StG 77, SchG 1,SchG 2, JG 51 | 426      |
| Bombardement                                          | Ju-88, He-111                 | Kg 3,27,55,100                      | 293      |
| Reconnaissance                                        | Ju-88, He-111                 | Kg 3,27,55,100                      | 106      |
| Total                                                 |                               |                                     | 1021     |

Pour l'appui des troupes au sol, la Luftwaffe emploie notamment le chasseur-bombardier Focke-Wulf Fw 190, le chasseurs de chars Henschel Hs 129 ainsi que le bombardier en piqué Junkers Ju 87 Stuka. Elle déploie également un version du Stuka équipée de canons antichars de 37 mm pour incendier les chars en les attaquant par l'arrière (là où leur blindage est le plus mince).

### L'armée de l'air soviétique (Voyenno-Vozdushnye Silyou VVS)

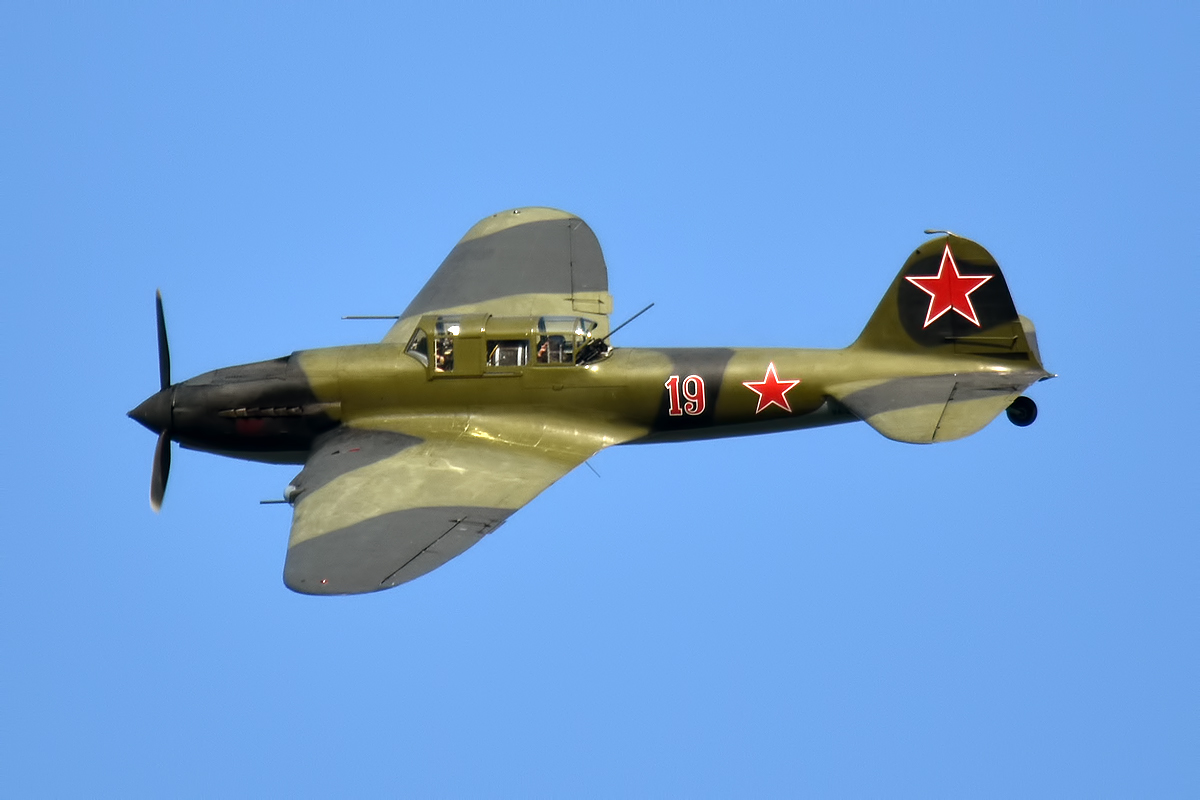
Iliouchine Il-2m3 Sturmovik

Dans l'Armée rouge, une armée aérienne (Vozdushnaya Armiya) est affectée à chaque front.
Au début de l'offensive sur le flanc sud, la force aérienne assignée au front de Voronej est la 2e armée aérienne (2 VA), commandée par le lieutenant général Stepan Krasovskiy
À partir du 7 juillet, sur décision du maréchal Vassilievski, elle est renforcée dans cette mission par la 17e armée aérienne (17 VA), commandée par le lieutenant général Vladimir Sudets, qui était précédemment affectée au front du sud-ouest. La 17e armée reçoit pour mission prioritaire l'appui à la 7e armée de la Garde, qui affronte le détachement d'armée Kempf et son degré implication dans la bataille de Prokhorovka est mal connu.
La 2e armée aérienne, malgré de fortes pertes la semaine précédant la bataille, peut compter sur 472 appareils opérationnels. Parmi eux, 266 sont des chasseurs, 160 des bombardiers et 90 des avions d'attaque au sol Iliouchine Il-2 Sturmovik. La 17e armée aérienne aligne de son côté environ 300 avions opérationnels mais - comme mentionné ci-dessus - on connait mal l'importance de leur engagement à Prokhrovka.
| Armée de l'air soviétique - Bataille de Koursk - flanc Sud - juillet 1943 |                        |                         |       |
| Mission                                                                   | 2e armée aérienne (VA) | 17e armée aérienne (VA) | Total |
| Chasse                                                                    | 389                    | 163                     | 552   |
| Attaque au sol (Il-2)                                                     | 276                    | 239                     | 515   |
| Bombardement                                                              | 172                    | 76                      | 248   |
| Bombardement de nuit                                                      | 34                     | 60                      | 94    |
| Reconnaissance                                                            | 10                     | 0                       | 10    |
| Total                                                                     | 881                    | 538                     | 1419  |

## Le début de l'offensive: du 5 au 11 juillet

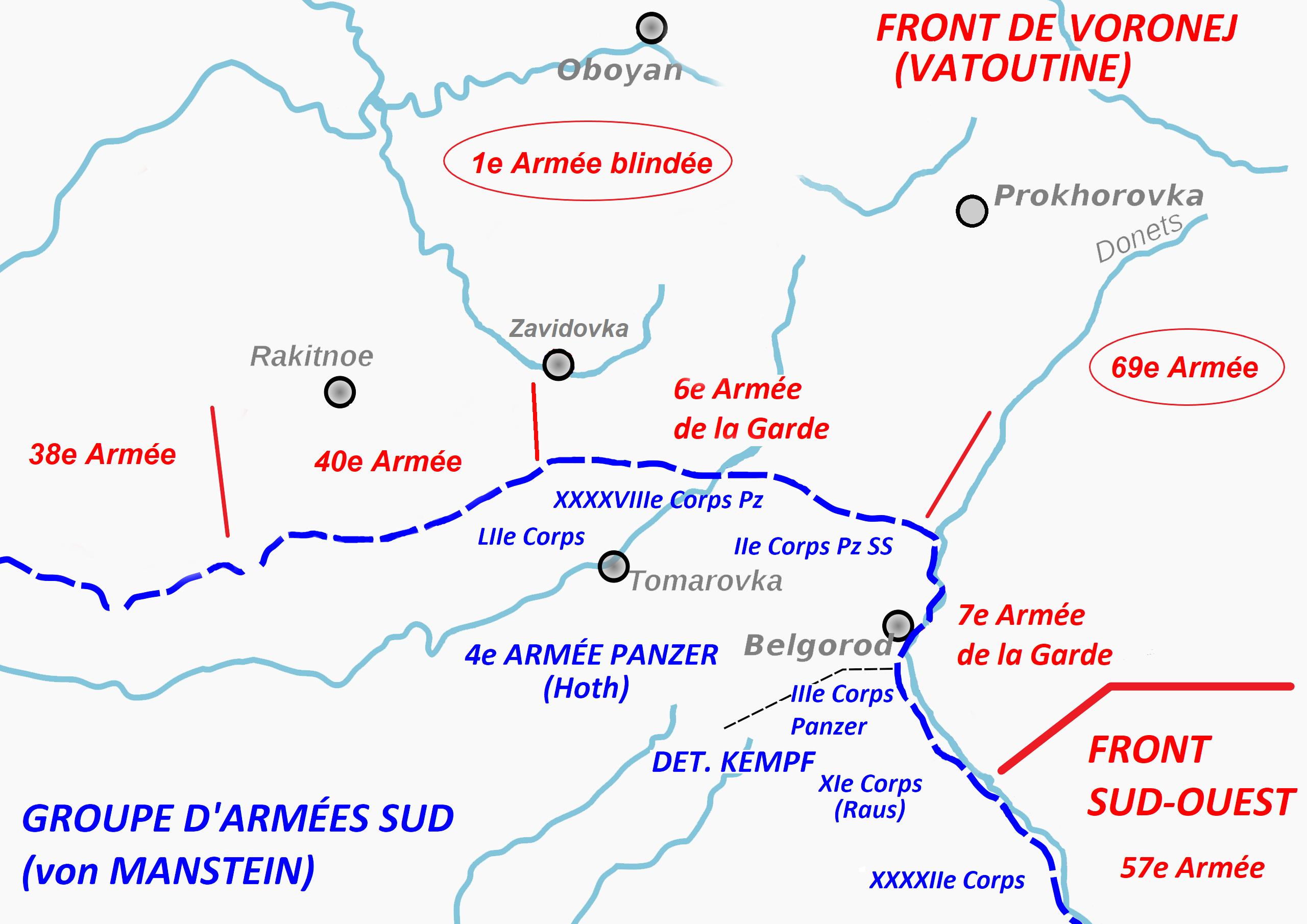
La disposition des forces au sud du saillant.

Du côté soviétique, le front est tenu initialement par, d'ouest en est, la 6e armée de la Garde et la 7e armée de la Garde. Elles sont renforcées sur leurs arrières par la 1re armée blindée et la 69e armée qui s'insèreront progressivement dans leur dispositif. Cet ensemble sera constamment renforcé, d'abord par des unités prélevées sur les réserves propres du Front de Voronej et des fronts contigus puis par celles du front de la Steppe qui constitue la réserve stratégique soviétique. Ces corps, divisions et brigades sont jetés dans la bataille dans le but de ralentir, par un harcèlement constant et malgré de lourdes pertes, la progression des forces des généraux Hoth et Kempf.
L'attaque allemande doit progresser à travers de multiples lignes de défenses soviétiques comportant des champs de mines, des fossés antichars, des bunkers et des positions antichars dotées de nombreux canons. Elle pénètre sur une profondeur de 35 km jusqu'à la 3e ligne de défense soviétique mais à un rythme beaucoup plus lent que prévu puisque le plan original prévoyait la jonction des forces allemandes en provenance du nord et du sud au quatrième jour de l'offensive.
Les aléas des combats et la résistance soviétique font que les trois corps blindés allemands divergent dans leur progression. Au centre, le IIe corps blindé SS infléchit sa trajectoire vers l'est et se dirige vers la gare de Prokhorovka, vers laquelle converge également la 5e armée blindée de la Garde. Les raisons de ce changement de direction (planifié longtemps à l'avance ou bien dicté par les évènements) font l'objet d'un désaccord chez les historiens mais le résultat est que le choc principal avec les réserves soviétiques aura lieu au sud-ouest de Prokhorovka, dans un couloir large d'une dizaine de kilomètres s'étendant au sud de la rivière Psel et relativement libre d'obstacles. Ce couloir est partagé en son milieu par un talus sur lequel passent la route Teterinovo-Prokhorovka et la voie ferrée Belgorod-Koursk.

### Le progression initiale duIIecorps blindé SS

L'avance allemande sur le flanc sud.

Entre le 5 et le 11 juillet, les trois divisions SS enfoncent progressivement les trois lignes de défense qui les séparent de Prokhorovka en repoussant les contre-attaques des forces du Front de Voronej. Elles capturent les villes de Bykovka (dès le 5 juillet) puis Berezov (6 juillet), Luchki-Sud puis Luchki-Nord. Près de cette dernière ville, la Leibstandarte affronte le 31e corps blindé soviétique qui perd 110 chars dans l'engagement. Le lendemain (7 juillet), le Das Reich repousse vers l'est le 3e corps blindé de la Garde. À partir du 8, la Leibstandarte pivote temporairement vers l'ouest pour combler l'écart qui se creuse entre le corps blindé SS et le XLVIIIe corps blindé, objectif qui sera atteint le 9. Elle affronte à nouveau le 31e corps blindé à proximité de Vesselyi tandis que la Das Reich est contrainte temporairement à la défensive par les contre-attaques menées par le 2e corps blindé (qu'elle rencontrera à nouveau le 12 juillet) avec des éléments du 10e corps blindé et du 5e corps blindé de la Garde. À partir du 10, le corps reprend sa route vers le nord-est et Prokhorovka. La Totenkopf, qui a été redéployée de la droite vers la gauche du dispositif, atteint la rivière Psel à cette date, la franchit et forme une tête de pont sur sa rive nord. Le 11, la Leibstandarte, en pointe, capture la cote 252.2 mais est arrêtée par la résistance russe à quelques kilomètres de la ville. La Das Reich, sur le flanc droit, doit assurer la sécurité de l'ensemble car l'écart entre le corps blindé SS et le IIIe corps blindé, qui s'est creusé depuis le début de l'offensive, n'a toujours pas été réduit(ce dernier objectif ne sera atteint que le 15, ce qui mettra la force d'attaque allemande en bonne position pour reprendre l'offensive).
La reprise de l'attaque du IIe corps SS le 12 juillet doit coïncider avec celle du XLVIIIe corps Panzer - qui doit à son tour traverser la rivière Psel mais plus à l'ouest - et celle du IIIe corps Panzer au sud-est qui, s'il arrive à vaincre la résistance de la 69e armée soviétique, pourra épauler l'offensive des SS en menaçant directement les arrières de Rotmistrov. Hoth et Kempf veulent d'abord éliminer les risques de contre-attaques sur leurs arrières à partir des espaces qui se sont créés entre les trois corps blindés puis reprendre leur progression vers Oboïan et Koursk. Pour éviter une attaque frontale sur des défenses soviétiques trop solides, le plan de Hausser prévoit l'avancée de la Totenkopf au nord du Psel puis un mouvement vers le sud pour prendre les Soviétiques à revers avec l'assistance de la Das Reich qui doit effectuer une manœuvre symétrique du côté sud. Après ce mouvement, le corps blindé SS se trouvera en bonne position soit pour se joindre au XLVIIIe corps Panzer et reprendre l'offensive vers le nord ou éventuellement pour rejoindre le IIIe corps blindé au sud en réalisant l'encerclement d'une partie de la 69e armée soviétique.

### La mise en place de la5earmée blindée de la Garde

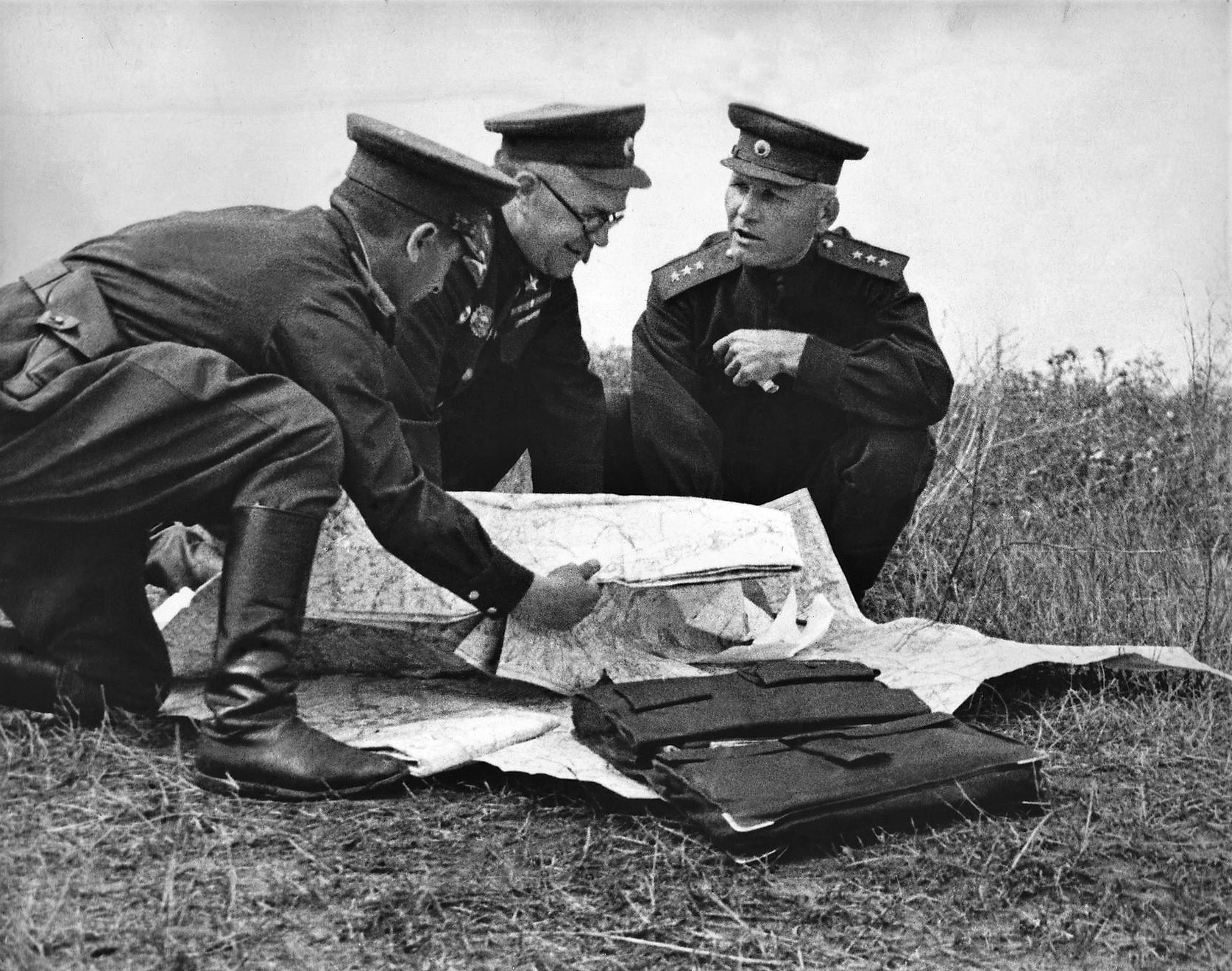
Le maréchal Joukov et le général Koniev durant la bataille de Koursk

Dès le 6 juillet, Vatoutine, qui a déjà engagé ses propres réserves, a demandé - et obtenu - le renfort de deux corps blindés : le 2e, qui passe sous le commandement de Rotmistrov le 11 juillet et le 10e, qui rejoint la 1re armée blindée. Il obtient également le déploiement de la 5e Armée de la Garde (Zhadov) ainsi que celui de la 5e armée blindée de la Garde (Rotmistrov). Cette dernière unité fait mouvement par ses propres moyens et elle arrive à Prokhorovka en ayant perdu environ 15 % de ses blindés et canons automoteurs du fait de pannes sur la route. Les deux autres corps blindés dont le général disposera en renfort pour la bataille (2e et 2e de la Garde) ont déjà été engagés et ont déjà subi des pertes sensibles depuis le début de l'offensive.
La mise en place finale se fait dans la précipitation, notamment du fait de l'enchevêtrement des formations des deux 5e armées (de la Garde et blindée de la Garde). Du fait de la progression des SS le 11, les positions de départ des 18e et 29e corps blindés, comme les plans d'appuis d'artillerie ne sont plus applicables et doivent être modifiés dans l'urgence. L'offensive sera supervisée par le maréchal Vassilievski en personne qui a rejoint le QG de Romitsov le 11 au soir. Enfin, au milieu de la nuit du 11 au 12, à la suite de la percée du IIIe corps blindé allemand dans le secteur de Rzhavets, qui crée un risque de prise à revers de ses forces, Rotmistrov doit constituer et envoyer d'urgence vers le sud un détachement comprenant deux brigades mécanisées du 5e corps mécanisé de la Garde et une brigade blindée du 2e corps blindé de la Garde.
Finalement, l'heure de la contre-attaque est avancée à 8 h 30 afin d'anticiper sur la reprise attendue de l'offensive allemande. Mais en fait, elle ne sera lancée que vers 10 h.

## La journée du 12 juillet

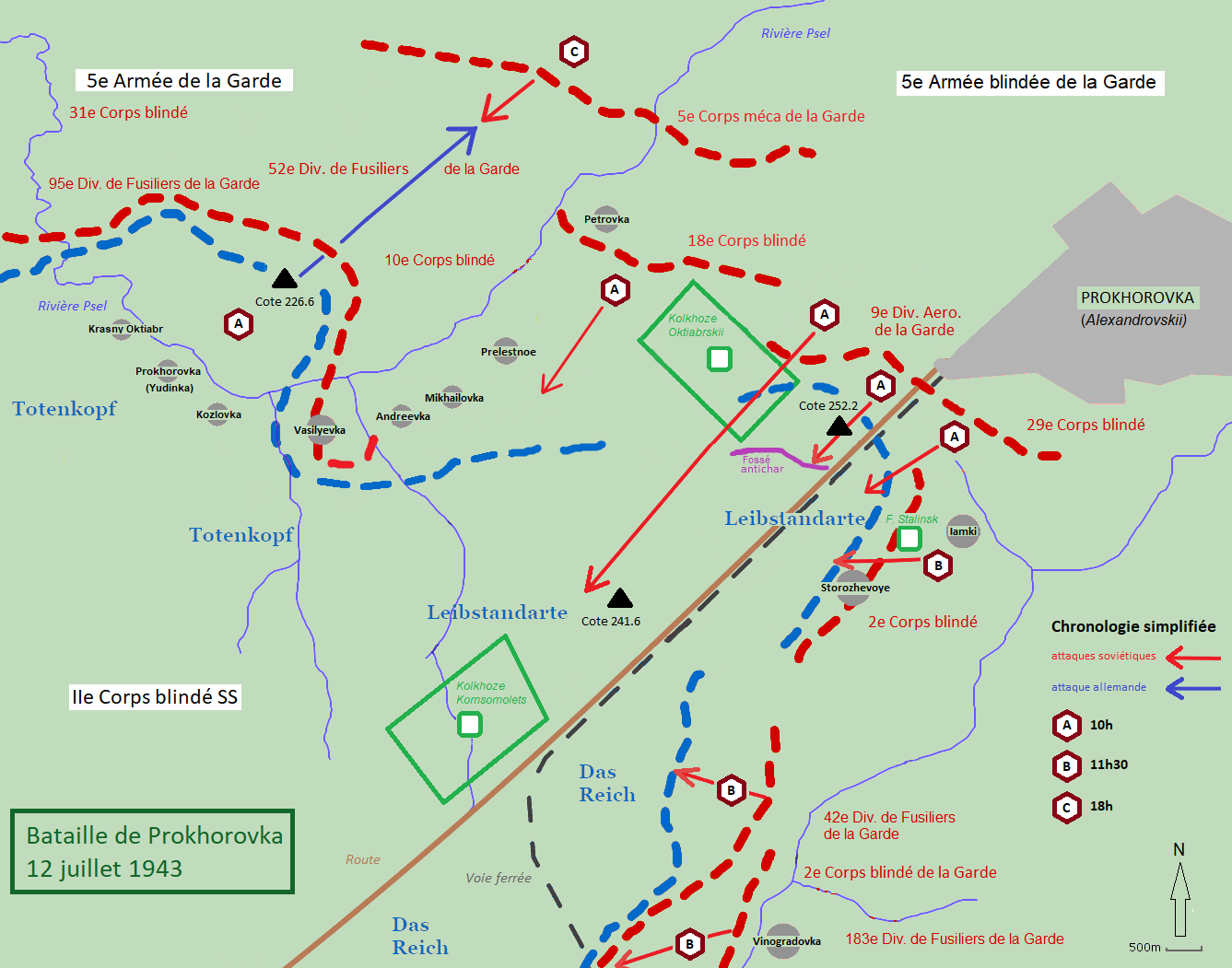
Prokhorova - 12 juillet 1943. Représentation des unités principales

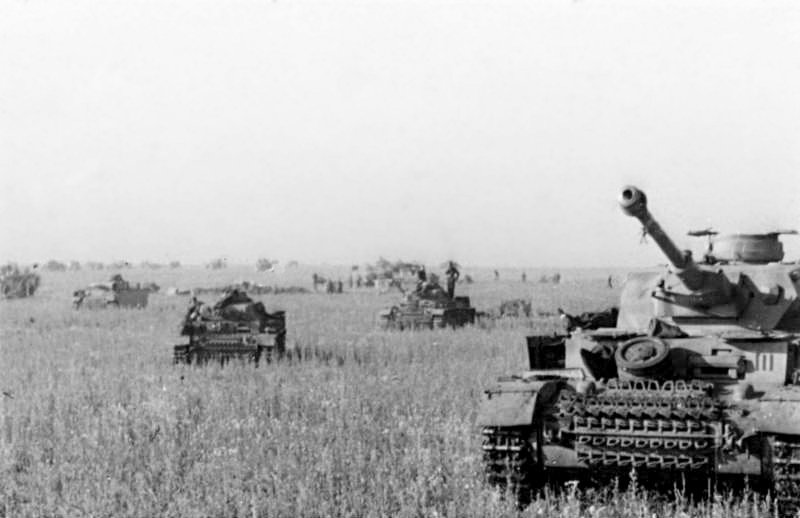
Progession de chars allemands pendant l'opération Citadelle

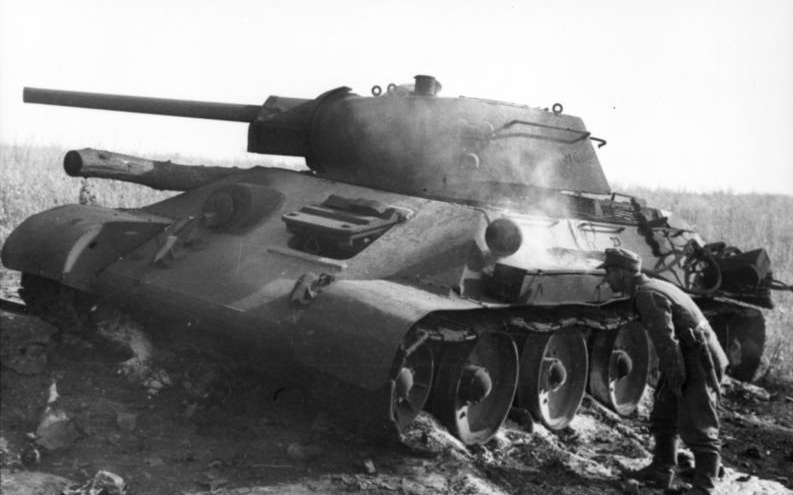
Un T-34 soviétique détruit durant la bataille est inspecté par un soldat allemand.

La bataille a lieu lors d'une chaude journée d'été parsemées d'averses orageuses. Celles-ci deviendront très fortes dans l'après-midi et, dans certains secteurs, la boue réduira très fortement la mobilité des véhicules.
Le plan finalement retenu par les Soviétiques est simple. Il consiste à couper en deux le corps blindé SS par une attaque frontale dans le secteur de la Leibstandarte,. C'est donc cette dernière division qui va être engagée le plus durement pendant la journée car la Das Reich assure surtout son rôle de protection du flanc droit du corps et la Totenkopt, au nord de la rivière Psel, tente une manœuvre symétrique. La bataille s'articule de la manière suivante (voir carte):
Après une attaque matinale dès 6h contre la Totenkopf, l'assaut principal est mené vers 10h contre la Leibstandarte par un force de plus de 300 chars des 29e et 18e corps qui attaquent quasi-simultanément. Le 18e corps est au nord-ouest tandis que le 29e attaque plus au sud-est, de part et d'autre du talus qui supporte la route et la voie ferrée. Plusieurs vagues d'attaque se succèderont mais la première survient au moment où la Leibstandarte reprend sa progression interrompue la veille au soir, ce qui confère à la bataille un caractère de combat de rencontre. Suivant la pratique soviétique, les chars emportent des fantassins, (ici des parachutistes de la 9e division aéroportée de la Garde et des fantassins de la 42e division de fusiliers de la Garde), qui doivent débarquer lors de la partie finale de l'assaut.
Un des épisodes les plus connus de la bataille a lieu sur la cote 252.2, où le bataillon d'infanterie mécanisée (gepanzert - équipé de semi-chenillés Sd.Kfz. 251) de la division est submergé et évite de peu la destruction mais perd une vingtaine de ses véhicules. Il est secouru par une première compagnie de Panzer IV du bataillon blindé qui est également bousculée, mais dont certains véhicules survivent en se mêlant à la vague des chars russes. Ces derniers traversent donc facilement le dispositif allemand mais se retrouvent bloqués par un fossé antichar creusé précédemment par l'armée rouge, derrière lequel se retranchent les deux autres compagnies de chars du bataillon. Certains chars soviétique tentent de franchir le fossé dans leur élan mais la majorité essaie de le longer pour atteindre un point de passage unique, qui est soumis aux tirs allemands. Les soviétiques subissent alors des pertes très élevées.
L'attaque du 29e corps se prolonge au sud de la ligne de chemin de fer. Elle est rejointe par des éléments du 2e corps blindé. Dans ce secteur, c'est le bataillon de chasseurs de chars de la Leibstandarte qui les reçoit et leur inflige des pertes importantes. Encore plus au sud, le 2e corps blindé de la Garde attaque en fin de matinée dans le secteur de la Das Reich. Comme les 18e et 29e corps blindés, il est repoussé par les chars et les canons antichars allemands.
Plus au nord-ouest, l'attaque se heurte à un peloton de quatre chars Tigre (les seuls Tigre de la Leibstandarte en état de combattre ce jour-là) et, là aussi, les chars russes subissent de très lourdes pertes. Ceux qui parviennent à traverser le dispositif allemand sont à leur tour décimés par l'artillerie (antichar et de campagne mais aussi par les redoutables canons anti-aériens de 88mm) de la division,,.
Enfin, au nord de la rivière Psel, c'est la Totenkopf qui passe à l'offensive contre des unités appartenant aux deux armées de la Garde (5e et 5e blindée) mais elle subit des pertes sensibles et sa progression est finalement arrêtée en fin de journée par une contre-offensive russe.
Dans le ciel, la Luftwaffe arrive à conserver l'avantage ce jour là (au détriment néanmoins de ses missions d'appui aux autres formations allemandes et notamment du XLVIIIe corps Panzer). À cette époque du conflit, elle est encore supérieure à l'armée de l'air soviétique dans le domaine des liaisons avec les forces au sol et parvient, sur un champ de bataille qui est très rapidement obscurci par les incendies de douzaines de véhicules, à assurer un appui efficace aux troupes allemandes et à les renseigner sur les mouvements des forces russes.
Les 12 juillet, les 2e et 17e armées aériennes soviétiques accomplissent 893 sorties contre 654 pour le 8e VIIIe FliegerKorps. Cependant, alors que la Luftwaffe s'est concentrée sur l'appui au corps blindé SS, l'aviation rouge a d'abord réparti ses efforts sur les deux autres corps et n'intervient que tardivement à Prokhorovka.
À la fin de la journée, les forces soviétiques n'ont pas gagné de terrain et elles ont subi des pertes très sévères. Côté allemand, seule la division Totenkopf a progressé de quelques kilomètres. Le fait de rester maîtres du terrain constitue cependant un avantage pour les Allemands qui peuvent ainsi récupérer tous leurs engins qui en valent encore la peine et les réparer.
Les pertes humaines atteignent approximativement 3 600 Soviétiques (dont 1500 tués ou disparus) et 850 Allemands (dont 185 tués ou disparus). En fait, pour les SS, les pertes de la journée du 12 sont inférieures à celles subies lors de chacune des journées des 5, 6 et 11 juillet. S'agissant des pertes matérielles, les estimations sont de 300 à 350 chars et canons automoteurs pour les soviétiques, et quatre blindés pour les Allemands (plus une quarantaine de blindés endommagés mais réparables).

## La fin de l'offensive

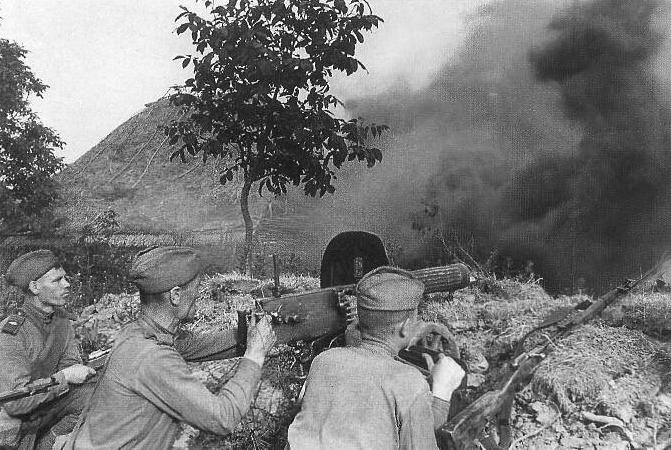
Soldats et mitrailleuse soviétiques pendant la bataille de Koursk

À ce stade, l'état-major allemand doit constater que l'opération Citadelle est un échec. En effet, l'offensive allemande au nord du saillant a été rapidement bloquée et n'a plus progressé à partir du 8 juillet et le 12, soit le jour même de la bataille de Prokhorovka, l'armée rouge lance une puissante offensive vers le saillant d'Orel (opération Koutouzov), qui va contraindre les Allemands à reculer de plusieurs centaines de kilomètres en quelques jours. C'est la fin de l'opération Citadelle pour le nord du saillant, même si la décision officielle ne sera prise que le lendemain.
D'autre part, le 10 juillet 1943 a débuté l'invasion de la Sicile par les troupes anglo-américaines. Cette opération va contraindre l'Allemagne à prélever des troupes du front de l'Est pour renforcer le théâtre d'opérations méditerranéen. Hitler décide d'envoyer des troupes politiquement sûres et choisit la division Leibstandarte. Toutefois,  elle n'embarquera pour l'Italie que quelques semaines plus tard, après avoir cédé la plupart de ses chars à ses deux consœurs.
Hitler rencontre von Kluge et von Manstein le 13 juillet. Von Kluge, qui doit faire face à l'offensive soviétique au nord, souhaite la fin de Citadelle. Von Manstein, lui, souhaite continuer, au moins pour anéantir les réserves blindées de la Stavka mais Hitler décide d'arrêter l'opération. Il fait néanmoins une concession à Manstein et autorise la poursuite de l'offensive dans la région de Prokhorovka avec pour objectif - limité - l'encerclement et la destruction des forces russes qui y sont présentes. C'est l'opération Roland. Elle se traduit par la consolidation de la position du XLVIIIe corps blindé à l'ouest et la stabilisation du front devant Prokhorovka où, le 14 juillet, la tentative de reprise de progression de la Leibstandarte et de la Totenkopft est arrêtée avec des pertes sensibles.
Finalement, le 15 juillet, les Allemands parviennent à combler l'espace qui s'était creusé entre le IIe corps blindé SS et le IIIe corps blindé au sud-est de Prokhorovka. La Das Reich fait sa jonction avec les 7e et 19e Panzer (du IIIe corps blindé) tandis que les 167e et 168e divisions d'infanterie sont chargées d'achever l'encerclement. Toutefois, la majorité des divisions du 48e corps d'infanterie de la 69e armée soviétique parvient à s'extraire de la nasse avant qu'elle ne se referme. Cette consolidation de leurs positions pourrait permettre la reprise de l'offensive allemande mais il est déjà trop tard car la décision de fin de l'Opération Citadelle a déjà été prise.
De plus, alors que les Soviétiques avaient entouré les préparatifs de l'opération Koutouzov du secret le plus rigoureux, ils préparent ouvertement puis lancent le 17 juillet deux offensives,. La première contre la 1re armée Panzer dans le secteur d'Yzium et la seconde contre la nouvelle 6e armée allemande aux abords de la rivière Mious, qui nécessiteront l'envoi de réserves et notamment du IIe corps Panzer SS, ce qui signe la fin définitive de l'opération Roland .
Enfin, le deuxième volet de la grande contre-offensive soviétique est déclenché le 3 août, cette fois vers le sud : c'est l'opération Polkovodets Roumiantsev qui permet la libération de Belgorod puis de Karkhov le 23 août.

## Les suites et les conséquences de la bataille

### Une victoire soviétique très chèrement acquise
Au bilan, le 12 juillet, la 5e Armée blindée de la Garde a perdu près de la moitié des 800 blindés dont elle disposait au matin de l'attaque mais ni les Allemands ni les Russes n'atteignent leurs objectifs ce jour-là car si la progression allemande est arrêtée, le IIe corps blindé SS n'est pas vaincu (et à fortiori pas détruit) non plus.
D'un point de vue tactique, c'est un succès des Allemands qui infligent aux Russes des pertes très élevées et restent maîtres du terrain mais l'arrêt de leur progression est une victoire opérative pour les Soviétiques puisqu'il empêche les Allemands de percer leur dernière ligne de défense et d'accéder à la profondeur "stratégique" de leur dispositif. Ce succès n'est que temporaire mais le déclenchement des offensives soviétiques sur le reste du front le rendra définitif.
Même s'il reste des différences dans les expressions des historiens, celles-ci portent surtout sur une question de forme : Jean Lopez parle de nette victoire défensive des SS (Lopez, 2011, p 199) et rejoint Roman Töppel qui évoque la fabrication d'un mythe et la « fable » de la victoire soviétiques alors que la plupart des autres auteurs (Glantz & House, Zamulin, Wheatley), s'ils reconnaissent le succès défensif allemand du 12 juillet, évoquent le résultat final pour reconnaître malgré tout la victoire opérative de l'Armée rouge. En fait, tous s'accordent pour constater que, d'une part les Russes ont subi des pertes catastrophiques mais que les Allemands ne sont pas passés et que, d'autre part, la fin de l'opération Citadelle, quant à elle, résulte de la conjugaison d'événements autres que la seule bataille de Prokhorovka (échec sur le nord du saillant puis déclenchement de l'opération Koutouzov, débarquement allié en Italie etc.).

### Récompenses et sanctions
L'attention de Staline se porte sur le général Rotmistrov. Sa contre-attaque du 12 - soit le même jour que le début de l'opération Koutouzov - fait partie d'un plan général de contre-offensive et on ne lui a pas laissé beaucoup de latitude sur les modalités de son exécution mais il est néanmoins sévèrement critiqué pour la manière dont il l'a conduite. En effet, il lancé ses centaines de chars (et les troupes qui les accompagnaient) dans une attaque massive très coûteuse à partir de positions mal préparées, sans avoir conduit les reconnaissances nécessaires ni correctement planifié l'appui de l'artillerie et de l'aviation. En théorie, il aurait également pu attendre sur des positions défensives et user ainsi progressivement les attaques allemandes en appliquant la recette qui avait déjà parfaitement fonctionné au nord du saillant ou même au sud lors du début de l'offensive allemande mais on ne sait pas si cette dernière option était envisageable pour ses chefs car la progression du corps blindé SS avait déclenché une véritable panique à tous les niveaux, Vatoutine ayant très tôt engagé la totalité de ses réserves. En tout état de cause, Staline confie une enquête à une commission dirigée par un membre du politburo, G.M Malenkov. Les premiers retours sont très critiques mais Staline change d'avis - à juste titre car il a lui-même beaucoup pesé en faveur de l'attaque et en partage donc la responsabilité. Le maréchal Vassilievsky, qui était présent au QG de Romitstrov et qui l'avait également poussé à l'attaque, lui apporte également son soutien et ce dernier conserve son commandement. En fait, bien qu'il subisse encore des pertes très élevées en août lors de l'opération Roumiantsev, il est promu à deux reprises en 1943 et 1944 (colonel-général puis maréchal de l'arme blindée). Mais il est à nouveau mis sur la sellette après l'opération Bagration en août 1944, il est finalement remercié. Hausser lui, exercera des commandements à des niveaux de plus en plus élevés (groupe d'armées) jusqu'à la fin de la guerre tandis que Kempf, relevé de son commandement en août 1943 pour s'être opposé au refus d'Hitler d'abandonner Kharkov, reprendra tout de même du service en 1944.

### Prokhorovka est un symbole mais Koursk est un des vrais tournants de la guerre à l'Est
Indépendamment de son bilan tactique et opératif, la bataille intervient lors d'un tournant décisif dans la guerre à l'Est. En effet, à partir de la fin de l'opération Citadelle l'initiative stratégique passe dans le camp soviétique et y reste jusqu'à la fin de la guerre.

## Prokhorovka: légendes, mythes et réalités
L'écriture de l'Histoire de la guerre sur le front de l'Est (Grande Guerre patriotique pour les Soviétiques puis les Russes) se heurte aux difficultés que connaissent tous les historiens : archives incomplètes - perdues ou détruites, manque de recul ou de vision d'ensemble pour les témoins directs, mémoire sélective ou défaillante des participants qui rédigent parfois leurs souvenirs longtemps après les faits. À ces constantes de l'Histoire militaire s'ajoutent une donnée plus caractéristique de ce conflit : la volonté soviétique - puis dans une moindre mesure russe, d'imposer une version de l'Histoire conforme aux exigences du régime. Dans le cas particulier de la bataille de Prokhorovka et des pertes énormes subies par l'Armée rouge, l'importance qu'elle à pris dans le roman national soviétique puis russe a longtemps contribué - et continue encore - à entraver la recherche d'une synthèse objective.

### L'historiographie: l'élaboration de la légende
L'histoire de la bataille, telle qu'elle avait été écrite par les Soviétiques avant même la fin de la guerre a longtemps été acceptée sans contestation par les historiens - à l'Est comme à l'Ouest. Ainsi, le récit d'un affrontement entre des vagues de T-34 et des "centaines" de chars Tigre a - sous une forme ou une autre - été repris par des auteurs à succès comme Paul Carell (et bien d'autres) et les rares récits contredisant cette histoire n'étaient alors ni crédibles ni même audibles.
À l’origine de ce récit, on trouve les rapports du renseignement et les comptes rendus de l’Armée rouge, qui ont constamment surestimé le nombre de chars dont disposaient les Allemands. Au lendemain de la bataille, le général Rotmistrov, son chef le général Vatoutine et le maréchal Vassilevski, qui s’était déplacé auprès de Rotmistrov depuis le 11 juillet, doivent rendre des comptes et expliquer le demi-échec de leur contre offensive et surtout le nombre très élevé de chars qu’ils ont perdus. C’est de cette époque que datent les rapports citant l'affrontement de 700 blindés allemands avec 800 engins soviétiques. Ces chiffres seront repris dans le rapport officiel de l’armée rouge. Pavel Rotmistrov lui-même les reprendra dans deux ouvrages rédigés en 1960 et 1984.
La réalité du rapport des forces en présence à Prokhorovka n'a pu être établie que quand les archives des formations ayant participé à la bataille - qui étaient précédemment classifiées en URSS et difficilement accessibles aux USA, le sont devenues à partir de la fin des années 1980. Ces documents, donnent une vision différente de la batailles. Ainsi, par exemple, les descriptions de centaines de chars Tigre présents ou même détruits sur le champ de bataille de Prokhorovka ont pu être invalidées car il est établi que le IIe corps blindé SS n'a jamais disposé de plus de 35 exemplaires de ce char (et encore, au début de l'offensive...). Le 12 juillet à Prokhorovka, ses archives font état de 4 Tigre disponibles pour la division Leibstandarte, un seul pour la division Das Reich et 10 pour la Totenkopt.
Les historiens qui ont commencé - surtout à partir de la chute de l'URSS - à émettre des doutes puis des critiques sur le récit national de la Grande Guerre patriotique en général et de bataille de Koursk en particulier se sont heurtés à un mur d'incompréhension puis de franche réprobation. Cette attitude semble persister jusqu'à nos jours.

### L'explication des pertes soviétiques
Trois facteurs peuvent expliquer pourquoi les Russes supportent des pertes aussi élevées à Prokhorovka.

#### Les choix tactiques du commandement soviétique
Pour les raisons expliquées ci-dessus, à Prokhorovka, les attaques soviétiques sont menées comme des charges de cavalerie, qui plus est sans réelle coordination avec l'artillerie ou l'aviation, alors que la tactique défensive utilisée avec succès sur la flanc nord du saillant - et ailleurs sur le flanc sud avait fait ses preuves. Ainsi, on a beaucoup reproché au général Rotmistrov d'avoir gaspillé ses forces au lieu de laisser les vagues allemandes venir se briser sur des défenses en profondeur basées sur des canons antichars, des fossés et des mines.
En face de ces reproches, il convient quand même de s'interroger sur la qualité du renseignement tactique allemand. En effet, la contre-attaque soviétique du 12 juillet devant Prokhorovka est une surprise complète pour les unités qui la subissent 

#### L'inexpérience des troupes et des cadres
Si la production industrielle soviétique et l'apport des puissances alliées permettent de fournir à l'Armée rouge, les véhicules dont elle a besoin, les pertes en hommes et en officiers subies depuis le début du conflit, couplées aux besoins créés par son expansion massive ajoutent aux difficultés d'organisation de cette armée gigantesque qui apprend de ses erreurs mais qui, en 1943 n'a pas encore acquis la maîtrise du combat interarmes dont elle fera preuve à la fin de la guerre. Ainsi, entre le début de la guerre et 1943, la structure de la force blindée (armées, corps, brigades) est modifiée chaque année et les état-majors ne maitrisent pas encore l'emploi des grandes unités.
Ainsi, alors que les Allemands maîtrisent parfaitement les techniques du combat interarmes, avec des kampfgruppen intégrant chars, semi-chenillés et canons automoteurs et des officiers de liaison de la Luftwaffe pour l'appui aérien rapproché, on ne retrouve pas encore - en 1943 - ce savoir-faire chez les Soviétiques. De même, dans la Wehrmacht, un groupe de blindés ne se déplace que quand une partie de leur formation, à l'arrêt, peut les appuyer de ses feux  alors que les tactiques soviétiques restent simplistes, avec notamment l'adoption de charges massives mais mal coordonnées d'unités entières de chars lancées à pleine vitesse afin d'affronter les puissants Tigre à courte distance, pour annuler l'avantage que leur confère leur canon à longue portée et leurs optiques de tir de qualité. À Prokhorovka, cette dernière tactique, adoptée par Rotmistrov, se révèlera particulièrement inadaptée.
La même chose est vraie pour l'aviation. En 1943, les pilotes soviétiques arrivent en unité avec un nombre d'heures de vol très inférieur à celui de leurs adversaires allemands. Leurs chefs, quant à eux sont non seulement moins expérimentés mais ils sont handicapés par l'emploi de tactiques beaucoup plus rigides que celles de la Luftwaffe. Enfin, comme mentionné plus haut, la coopération entre armées de terre et de l'air est beaucoup plus efficace chez les Allemands que chez les Soviétiques.

#### Les faiblesses des blindés soviétiques
La bataille intervient pendant une période où l'URSS a perdu la supériorité qualitative dont elle avait bénéficié depuis le début de la guerre dans le domaine des chars. En effet, les Allemands ont mis en service à partir de 1942 les dernières versions de leur char moyen Panzer IV et de leur canon d'assaut Sturmgeschutz équipées de canons de 75 mm à tube long et haute vitesse initiale qui leur ont redonné l'avantage dans les duels de blindés. Le T-34 est équipé d'un canon de 76,2 mm qui reste dangereux pour les Panzer III et IV mais insuffisant pour détruire un Tigre ou un Panther sauf dans des conditions très favorables. De plus, il souffre toujours de son principal défaut : sa tourelle biplace oblige le chef de char à se concentrer sur le service du canon, au détriment des fonctions de commandement et de coordination alors que dans les chars allemands, dont l'équipage est de cinq hommes, il y a trois hommes en tourelle (chef de char, tireur et chargeur) et la répartition des tâches est plus rationnelle. Une nouvelle version du T-34 équipée d'un meilleur canon de 85 mm et d'une tourelle triplace viendra rétablir l'équilibre mais ce T-34/85 n'entrera pas en service avant février 1944.
Enfin, en 1943, les seuls chars équipés de radio chez les Russes sont encore ceux des commandants de compagnie et, une fois la charge engagée, il n'est plus possible de faire manœuvrer, changer de direction ou même reculer les autres véhicules de la formation. Ainsi, le fossé antichar derrière la côte 252.2 devient-il un obstacle infranchissable devant lequel les T-34 s'agglutinent. Ces lacunes, sont particulièrement handicapantes pour le combat dès lors qu'il s'agit de commander non plus seulement un char mais un peloton ou une compagnie. 
Un autre domaine dans lesquels les chars Allemands restent très supérieurs est celui des optiques de tir. Cela leur procure un avantage supplémentaire pour le tir à distance. Comme, à Prokhorovka, ce sont les Russes qui attaquent, les Allemands peuvent les ajuster soigneusement - souvent à grande distance - avant de tirer. 
La situation est encore pire pour le char léger T-70, qui constitue près de tiers des effectifs. En effet, avec son équipage de deux personnes, son canon de 45 mm et son blindage léger, ce char, dont la principale qualité est de pouvoir être produit dans des usines d'automobiles, est inférieur à tous les chars allemands. Sa production cessera avant la fin de l'année 1943, en faveur du SU-76 qui utilise le même châssis mais porte un canon plus puissant. 

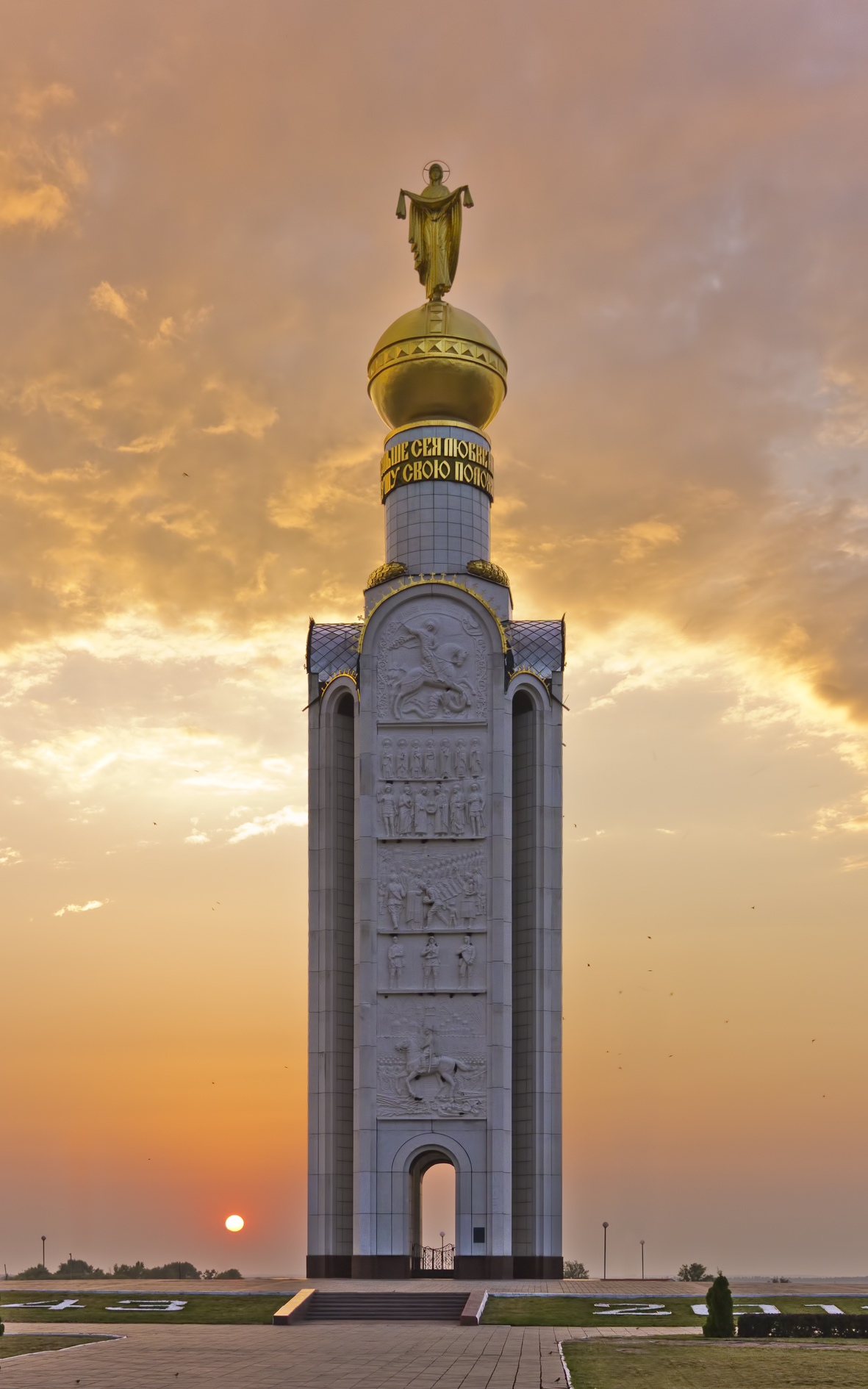
Le monument commémorant la bataille sur la cote 252.1

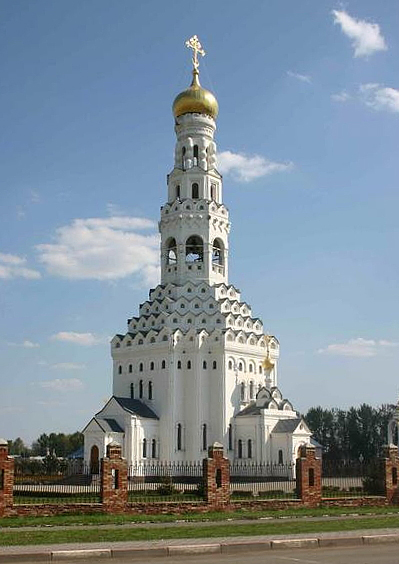
L'église Pierre et Paul construite en 1995 et dédiée aux soldats de l'Armée rouge morts durant la bataille.

## Mémoriaux
À Prokhorovka, l'ancien champ de bataille est devenu un site mémoriel dédié à la victoire de l'Armée rouge sur l'Allemagne nazie.
Sur l'emplacement de la cote 252.2 qui a été un des points les plus disputés pendant la bataille, un monument commémoratif (voir photographie ci-contre) a été érigé. Il est souvent le site de cérémonies, auxquelles prennent part de hautes personnalités politiques russes.
Un musée appelé le « Diorama », a également été créé à Belgorod pour en témoigner.